# 革命玻利瓦尔运动—200
革命玻利瓦尔运动—200（西班牙語：Movimiento Bolivariano Revolucionario 200）是乌戈·查韦斯在南美解放者西蒙·玻利瓦尔诞生200周年的1983年7月24日建立的政治组织，目的是为了实践玻利瓦尔的“玻利瓦尔革命”。
1997年，该组织并入第五共和国运动。2001年，一些对查韦斯的执政不满的前成员重建该组织。